# M Best
M Best (dt. bestes M; das beste von M[iliyah]) ist das zweite Kompilationsalbum der japanischen Sängerin Miliyah Katō. Das Album wurde am 3. August 2011 in Japan veröffentlicht und debütierte in der ersten Woche auf Platz 1 mit 160.011 verkauften Einheiten in den Oricon-Charts in Japan.

## Details zum Album
Ihre erste Kompilation Best Destiny befasst sich mit den Samples, für die sie bekannt geworden war, aber bei dieser Kompilation handelt es sich um die Zelebrierung ihres musikalischen Werdegangs. Oft wird Best Destiny daher auch als Konzeptalbum beschrieben und M Best als ihr erstes Kompilationsalbum, obwohl es ihr zweites ist. Die Titelliste ist in Reihenfolge nach chronologischer Veröffentlichung der einzelnen Titel, auf zwei CDs verteilt, geordnet und beginnt mit ihrer Debütsingle Yozora (夜空) und endet mit ihrer bis dato letzten Single Yūsha-tachi (勇者たち). Bei den Titeln handelt es sich um Singles, die sie im Zeitraum ihrer gesamten Karriere veröffentlicht hat. Neue Titel waren Rainbow und Me, zu denen Miliyah kommentierte, dass sie beide Lieder auf der Kompilation haben wollte, um über ihre Identität keine Fragen offen zu lassen. Mit dieser Kompilation sollte schließlich nicht nur ihre Karriere widergespiegelt werden, sie wollte sich der Öffentlichkeit auch nach ihren Gefühlen darstellen. Ursprünglich sollte der Titel Rainbow Teil der Single Desire (die letztendlich als Desire / Baby! Baby! Baby veröffentlicht wurde) werden, die am 22. Juni 2011 in Japan veröffentlicht wurde. Sie merkte an, dass der Juni in Japan die mittlere Regenzeit sei und mit dem Regen auch die Regenbögen hervorkommen können, womit sie sich für den Titel Rainbow inspirieren ließ. Das Lied wurde jedoch nicht für die Single verwendet, aber ihre Überzeugung für das Lied, ließ sie den Titel überarbeitet für diese Kompilation aufnehmen. Der Titel Me solle Wut geladen sein und solle ausdrücken, was sie seit ihrem Debüt bereits sagte. Jedes ihrer Studioalben solle einen solchen Titel besitzen, jedoch können bloß wenige verstehen, was wirklich ausgedrückt werden soll; mit Me schließe sich diese Lücke, so Miliyah. Die ursprüngliche B-Seite Kono Mama Zutto Asa Made (このままずっと朝まで), die aufgrund der Beliebtheit als Promo-Single veröffentlicht wurde, fand ebenfalls ihren Platz auf der Kompilation.
Neben der regulären Version, die zwei CDs beinhaltet, wurde eine erweiterte, limitierte Version im Digipak mit speziellem Fotobuch und zwei zusätzlichen DVDs veröffentlicht, bei denen die erste mit allen Musikvideos ihrer Solo-Karriere und die zweite mit Ausschnitten von ihren Tourneen daher kommt.
- Katalognummern:

Reguläre Version: SRCL-7777~8

Limitierte Version: SRCL-7773~6
Das Kompilationsalbum konnte sich 27 Wochen in den wöchentlichen Oricon-Charts halten und verkaufte sich insgesamt 308.325-mal. Für mehr als 250.000 verschiffte Einheiten, wurde das Album von der RIAJ mit Platin ausgezeichnet. Es war außerdem ihre erste physische Veröffentlichung in Südkorea.

## Titelliste

### CDs

#### Disc 1
| #   | Titel                                         | Übersetzung                    | Länge |
| --- | --------------------------------------------- | ------------------------------ | ----- |
| 1.  | Yozora 夜空                                   | Nachthimmel                    | 3:50  |
| 2.  | Never Let Go                                  | Lass niemals los               | 4:28  |
| 3.  | Dear Lonely Girl ディア・ロンリーガール       | [An das] liebe einsame Mädchen | 3:30  |
| 4.  | Jōnetsu ジョウネツ                            | Leidenschaft                   | 5:03  |
| 5.  | Love Me, I Love You                           | Lieb mich, ich liebe dich      | 5:05  |
| 6.  | Beautiful                                     | Wunderschön                    | 4:50  |
| 7.  | Sotsugyō ソツギョウ                           | Graduierung                    | 5:20  |
| 8.  | Last Summer                                   | Letzten Sommer                 | 4:44  |
| 9.  | Eyes on You                                   | Augen auf dich                 | 4:59  |
| 10. | I Will                                        | Ich will                       | 4:57  |
| 11. | Kono Mama Zutto Asa Made このままずっと朝まで | Bleib so bis zum Morgen        | 4:06  |
| 12. | Love Is…                                      | Liebe ist…                     | 4:47  |
| 13. | Lalala mit Wakadanna                          | Lalala                         | 7:18  |
| 14. | Futurechecka mit Simon, Coma-Chi & Taro Soul  | Futurechecka                   | 4:38  |
| 15. | Saigo no I Love You 最後のI LOVE YOU          | Das letzte Ich-liebe-Dich      | 4:37  |
| 16. | 19 Memories                                   | 19 Erinnerungen                | 5:49  |

#### Disc 2
| #   | Titel                             | Übersetzung           | Länge |
| --- | --------------------------------- | --------------------- | ----- |
| 1.  | Sayonara Baby SAYONARAベイベー    | Auf Wiedersehen, Baby | 4:28  |
| 2.  | Koi Shiteru (Album Ver.) 恋シテル | Ich bin verliebt      | 4:12  |
| 3.  | Love Forever mit Shōta Shimizu    | Liebe für immer       | 5:12  |
| 4.  | Aitai                             | Ich will dich sehen   | 4:30  |
| 5.  | Why                               | Warum                 | 4:12  |
| 6.  | 20 – Cry                          | 20 – Weinen           | 4:09  |
| 7.  | Destiny                           | Schicksal             | 3:46  |
| 8.  | Bye Bye                           | Bye Bye               | 4:46  |
| 9.  | Last Love                         | Letzte Liebe          | 5:27  |
| 10. | X.O.X.O.                          | X.O.X.O.              | 3:39  |
| 11. | I Miss You                        | Ich vermisse dich     | 5:12  |
| 12. | Believe mit Shōta Shimizu         | Glaube                | 4:19  |
| 13. | Desire                            | Verlangen             | 6:35  |
| 14. | Baby! Baby! Baby!                 | Baby! Baby! Baby!     | 3:42  |
| 15. | Rainbow                           | Regenbogen            | 4:49  |
| 16. | Me                                | Mir                   | 4:03  |
| 17. | Yūsha-tachi 勇者たち              | Helden                | 6:15  |

### DVDs
| - DVD 1 (Musikvideos): 1. Yozora 2. Never Let Go 3. Dear Lonely Girl 4. Jōnetsu 5. Beautiful 6. Sotsugyō 7. Last Summer 8. Eyes on You 9. I Will 10. Kono Mama Zutto Asa Made 11. Love Is… 12. Lalala (mit Wakadanna) 13. Futurechecka (mit Simon, Coma-Chi und Taro Soul) 14. Saigo no I Love You (Acoustic Ver.) 15. 19 Memories 16. Sayonara Baby 17. Koishiteru 18. Love Forever 19. Aitai 20. Why 21. 20 – Cry 22. Destiny 23. Bye Bye 24. Sensation (mit Kento Mori) 25. Last Love 26. X.O.X.O. 27. Yūsha-tachi 28. Believe 29. Baby!Baby!Baby! 30. Desire | - DVD 2 (Tournee-Ausschnitte): 1. "Eternal Heaven" Tour 2010-2011 Teaser 1. Bye Bye 2. Heaven 3. B.F.F. 4. Why 5. Sora (空) 6. Destiny 7. Last Love 8. Owarinaki Kanashimi (終わりなき哀しみ) 2. Ring Tour 2009 Digest 1. Sayonara Baby (SAYONARAベイベー) 2. Breathe Again 3. Love for You 4. 20 – Cry 5. Time Is Money 6. Aitai 3. Tokyo Star 2008 Digest 1. Tokyo Star 2. Kiss 3. Tough 4. 19 Memories 4. Special Tour Movie: From Ring Tour 2009 1. Prologue Movie "Love, Power & Soul" 2. Interlude Movie "L-O-V-E" 5. Special Tour Movie: From Eternal Heaven Tour 2010-2010 1. Prologue Movie "Heaven or Hell" 2. Interlude Movie "Freedom of Speechless" |

## Verkaufszahlen und Charts-Platzierungen

### Charts
| Charts                               | Positionen |
| ------------------------------------ | ---------- |
| Tägliche Oricon Album-Charts         | 1          |
| Wöchentliche Oricon Album-Charts     | 1          |
| Jährliche Oricon Album-Charts (2011) | 19         |

### Verkaufszahlen
| Charts              | Erste Woche | Insgesamt | Charts-Aufenthalt |
| ------------------- | ----------- | --------- | ----------------- |
| Oricon Album-Charts | 160.011     | 308.325   | 27 Wochen         |